# Luz de Yara
Existe una leyenda que se ha arraigado fuertemente entre los habitantes de Yara, región de la provincia provincia de Granma, Cuba, y no en el Yara de Baracoa como se supuso durante mucho tiempo, ya que el cacique Hatuey no fue ejecutado en Baracoa sino en Granma. Se dice que en las noches se puede ver una luz crepuscular que puede variar de tamaño y que sale al paso de los viajeros. Se tiene como inocua y como símbolo de la negación de este bravo aborigen de abandonar la región en la que fue ejecutado. La leyenda plantea que en el momento de la ejecución brotó de la boca de Hatuey la luz que ha sido causa de comentarios por siglos. Otra versión supone que Yara, una india enamorada de Hatuey, que también podía haber sido su esposa, se abrazó a él en el justo momento en que ardía la pira y del cuerpo en llamas de ella brotó la luz que vaga por toda la región. No hay fundamentos científicos de este hecho. Lo que sí es cierto es que ha perdurado por más de quinientos años en la cultura popular y es considerada como la leyenda más antigua de la isla de Cuba.